# Carlos Avalone
Carlos Avalone Rocha (Santos, 5 de setembro de 1954) é um ilustrador de histórias em quadrinhos e livros infantis brasileiro. Atuando há mais de trinta anos, ilustrou mais de uma centena de revistas e livros neste período. Iniciou profissionalmente na Start Filmes auxiliando na arte-final para desenho animado publicitário e nesta época criou o personagem de quadrinhos infantis "Severino Espoleta", que viria a ser publicado três anos mais tarde.
No início da década de 1970 o Clubinho, suplemento infantil dominical do jornal Diário de São Paulo, iniciou a publicação de histórias com o seu personagem, "Severino Espoleta". No ano seguinte criou e desenhou a Turminha Sapeca, revista em quadrinhos publicada pela Editora Saber, mensal, colorida, contando as aventuras do trio "Severino Espoleta", "Gabiroba" e Pixaim". Neste mesmo ano, o personagem "Severino Espoleta" passou a se chamar simplesmente "Espoleta" e foi lançada pela Editora Noblet o gibi mensal Espoleta, com distribuição para todo o Brasil.
No final da década de 1970, dentro do Projeto Tiras da Editora Abril, criou as tiras do cangaceiro "Carrapicho", que foram publicadas diariamente por dezenas de jornais de todo o país por mais de um ano. Na década seguinte o personagem Carrapicho saiu também aos domingos na Folhinha, suplemento infantil dominical da Folha de S. Paulo. Em 1987 a Editora Noblet colocou nas bancas de todo o Brasil a revista Carrapicho, publicação mensal colorida para o público infanto-juvenil.
Neste período Avalone exerceu diversas atividades paralelas dentro do campo da arte sequencial, como arte-finalista de histórias em quadrinhos Disney para a Editora Abril e a participação na equipe de Mauricio de Sousa para desenhar histórias em quadrinhos da Turma da Mônica. Desenhou a primeira (e única) história em quadrinhos de "Bolinha" e "Luluzinha" produzida no Brasil, publicada pela Abril.
Na década de 1990 parou de fazer quadrinhos e passou a ilustrar exclusivamente para o mercado editorial de livros didáticos e infantis. Escreveu algumas histórias infantis, sendo uma delas, intitulada Bola de Papel, publicada pela editora Casa Publicadora Brasileira, na revista Nosso Amiguinho de agosto de 2000.